# Large UV/Optical/Infrared Surveyor
LUVOIR (acronyme de Large UV/Optical/Infrared Surveyor, « Grand arpenteur dans l'UV, l'optique et l'infrarouge ») est un des quatre projets de télescope spatial étudiés par la NASA  pour la décennie 2025-2035. LUVOIR reprend les principales caractéristiques du télescope Hubble en observant les mêmes longueurs d'onde : ultraviolet, visible et proche infrarouge. Deux architectures étaient proposées : l'une avec un miroir primaire de 15 mètres, l'autre avec un miroir de 8 mètres. Les deux versions reprendraient l'architecture du  télescope JWST avec un miroir segmenté stocké pour le lancement en position repliée et un grand bouclier thermique. Il était prévu que ce projet très coûteux (8 à 16 milliards US$) soit lancé vers 2039 et placé en orbite autour du point de Lagrange L2.
Fin 2022 la NASA décide de suivre les recommandations du rapport décennal de l'Académie des sciences des États-Unis relatif à l'astronomie et à l'astrophysique et choisi un projet plus modeste (miroir de 6,5 à 8 mètres pour un cout de 11 milliards US$) combinant les caractéristiques de  LUVOIR avec certaines des caractéristiques du projet HabEx. Le nouveau télescope, baptisé HWO, devrait être lancé vers 2040 s'il obtient un financement.

## Contexte

### Obsolescence de Hubble
Le principal télescope spatial, Hubble, placé en orbite en 1990, doit arriver en fin de vie dans les années 2020-2030. Le grand télescope spatial James Webb, James Webb Space Telescope (JWST) de l'agence spatiale américaine (NASA), mis en place en 2022, n'est pas son remplaçant car il effectue des observations dans l'infrarouge moyen alors que Hubble collecte ses données dans l'ultraviolet, le visible et le proche infrarouge. L'autre grand projet de télescope de la NASA, WFIRST, (lancement vers 2025), possède un miroir primaire de même diamètre que celui d'Hubble (2,4 m.), est conçu pour observer en lumière visible comme Hubble mais est optimisé pour l'étude de la matière et énergie noire, et situé au point de Lagrange L2 du système Soleil-Terre (et non en orbite terrestre comme Hubble).

### Définition des projets prioritaires en astrophysique pour la décennie 2025-2035
Dans les domaines scientifiques, la NASA choisit les projets qu'elle compte développer en s'appuyant sur un rapport établi chaque décennie. Le prochain rapport relatif à l'astronomie et à l'astrophysique (The Astronomy and Astrophysics Decadal Survey 2020), qui doit être publié en 2020 définira les axes prioritaires dans ces domaines pour la décennie 2025-2035. Dans ce contexte la NASA a financé l'étude de quatre projets d'observatoire spatial par des équipes comprenant des membres de l'agence spatiale, des chercheurs extérieurs et de représentants de l'industrie. Ces projets sont :   LUVOIR, HabEx (Habitable Exoplanet Imager), Lynx et OST (Origins Space Telescope ),,.
Les principales caractéristiques de ces projets étudiés sont les suivantes, :
- LUVOIR anciennement High-Definition Space Telescope  (« Télescope spatial à haute définition » ou HDST). De tous ces projets c'est celui qui est le plus proche par le domaine couvert de Hubble. Ses caractéristiques sont détaillées plus loin.
- HabEx (Habitable Exoplanet Observatory) est un télescope conçu pour l'observation des exoplanètes en particulier leur atmosphère. Le télescope dispose d'un miroir d'une seule pièce de 4 mètres de diamètre. Pour pouvoir observer les exoplanètes, l'étoile sera masquée par un coronographe. Deux types de coronographe sont étudiés : un coronographe classique et un coronographe de 50 à 70 mètres de diamètre qui serait installé sur un satellite situé à plusieurs milliers de kilomètres du télescope.
- Lynx (X-ray Surveyor) doit observer le rayonnement X émis par les phénomènes les plus énergétiques de l'univers en particulier les trous noirs supermassifs au cœur des galaxies. L'objectif est de disposer d'une résolution spatiale de 0,5 seconde d'arc soit 50 à 100 fois mieux que les observatoires existants.
- OST (Origins Space Telescope ) proposé par une équipe emmenée par le Centre de vol spatial Goddard, est équipé d'un miroir primaire de 10 mètres de diamètre, observera les parties les plus éloignées de l'Univers dans l'infrarouge lointain (8 à 800 microns). Pour y parvenir, le télescope doit utiliser des détecteurs particulièrement performants, l'aspect le plus pointu du projet. Son miroir doit être refroidi à 4 kelvin et ses détecteurs à 0,05 kelvin à l'aide de  cryoréfrigérateur permettant de se passer de consommables qui limiterait la durée de vie.

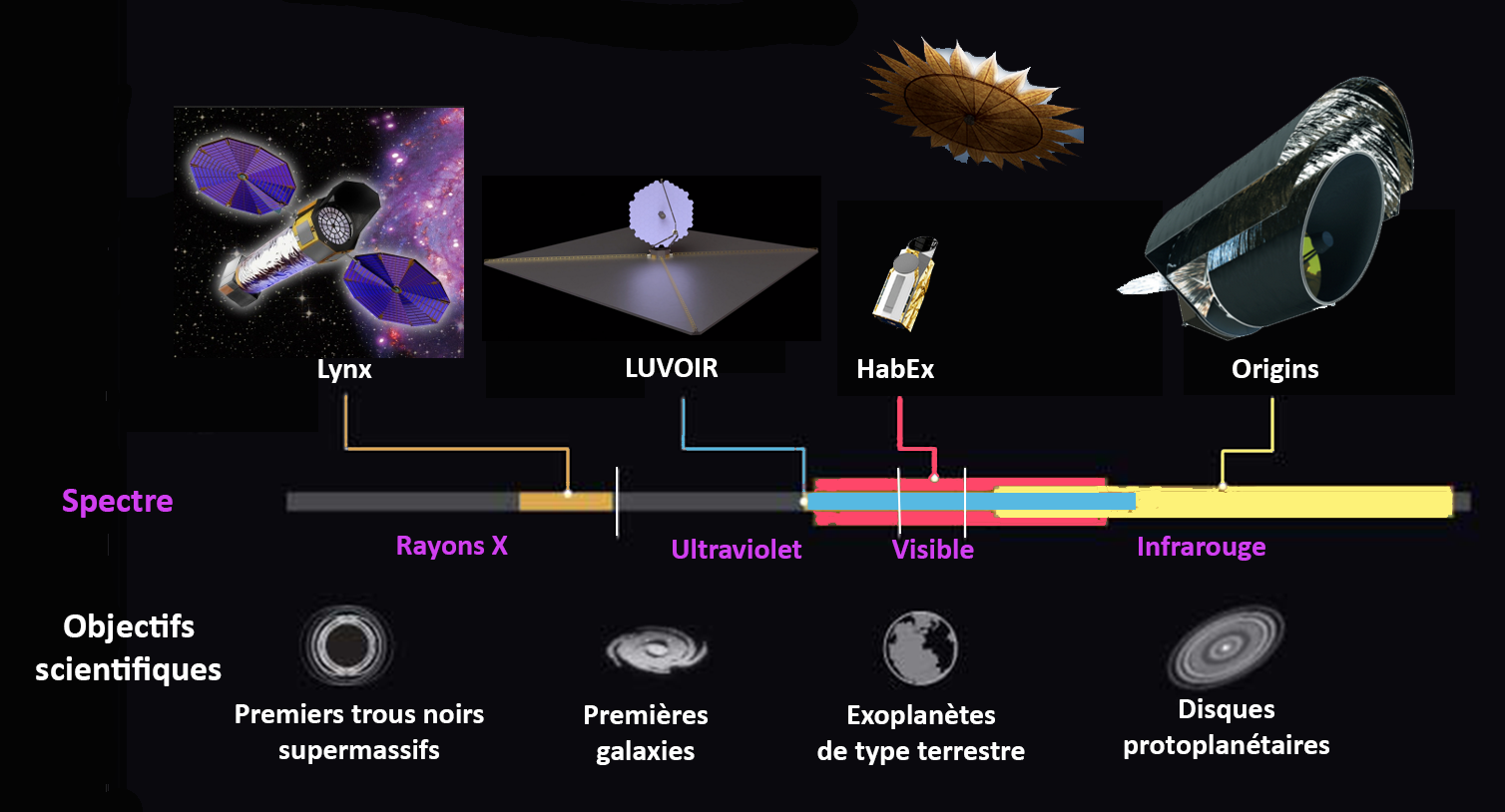
Les quatre télescopes étudiés par la NASA pour la décennie 2030 : Lynx, LUVOIR, HabEx et Origins (OST).

### Impact des dépassements budgétaires des télescopes JWST et WFIRST
Lorsque la NASA demande initialement en 2016 aux quatre équipes de détailler leur projet, il leur est donné pour consigne de ne prendre en compte aucune limite de coût. De ce fait plusieurs projets dépassent les 5 milliards US$. LUVOIR est le projet le plus coûteux avec un budget compris entre 13 et 16 milliards US$. Mais en 2018 les deux grands projets astronomiques de la NASA en cours de développement rencontrent des problèmes qui vont avoir des retombées sur ces propositions : le télescope infrarouge JWST continue de subir des dépassements budgétaires (coût multiplié par 8 depuis l'origine et dépassant les 8 milliards US$) et calendaires (décalage du calendrier de 10 ans) tandis que WFIRST voit également son coût doubler passant de 2 à 4 milliards US$ en 2018. Dans ce contexte la NASA demande en juin 2018 aux quatre équipes de proposer deux versions de leur projet : la première version ne tient pas compte des contraintes de budget tandis que la deuxième doit rentrer dans une enveloppe comprise entre trois et cinq milliards de US$. Pour rentrer dans cette enveloppe, l'équipe LUVOIR propose un télescope doté d'un miroir primaire de 8 mètres contre 15 mètres dans l'étude initiale ce qui permet de ramener le coût entre 8 et 10 milliards US$. Les quatre études sont finalisées au cours de l'été 2019. Il est prévu que leur contenu soit pris en compte par le rapport décennal de la NASA fixant les priorités pour la décennie 2025-2035 qui sera publié au printemps 2020. Ce dernier, qui synthétise les attentes de la communauté des astronomes et astrophysiciens, pourrait recommander un projet mais il pourrait également, renoncer au développement de ces télescopes de grande taille pour ne pas retomber dans les errements du projet JWST,.

## Objectifs de LUVOIR
- Étude de l'époque de réionisation,
- Formation et évolution des galaxies,
- Formation stellaire et planétaire,
- Télédétection dans le système solaire
- Caractérisation d'exoplanètes, y compris leur habitabilité et la   présence de formes de vie.

## Caractéristiques techniques de LUVOIR
Deux configurations du télescope spatial LUVOIR sont étudiées :
- LUVOIR-A dispose d'un miroir primaire d'un diamètre de 15 mètres composé de 120 segments hexagonaux et sa masse atteint 28-37 tonnes. Il utilise un système anastigmatique à trois miroirs (TMA) dans l'axe qui permet de disposer d'une grande qualité optique sur un champ de vue étendu.
- LUVOIR-B dispose d'un miroir primaire d'un diamètre de 8 mètres comprenant 55 segments hexagonaux et sa masse atteint 15 à 21 tonnes. Il utilise un système anastigmatique à trois miroirs (TMA) hors axe qui permet de disposer d'un contraste élevé pour les observations d'exoplanètes.

## Instruments
Le télescope LUVOIR emporte de trois à quatre instruments : 
- Le spectroscope imageur ECLIPS (Extreme Coronagraph for Living Planetary Systems) est un instrument complexe qui a pour objectif de faire apparaître les exoplanètes en masquant la lumière produite par les étoiles autour desquelles elles gravitent. L'instrument comprend trois canaux : ultraviolet proche (200 à 400 nm), visible (400 nm à 850 nm) et proche infrarouge (850-2500 nm). Chaque canal comprend deux miroirs déformables pour contrôler le front d'ondes, une série de coronographes, un capteur de front d'onde ainsi qu'une caméra et un spectrographe couvrant la totalité du champ de vue. ECLIPS doit permettre pour la première fois de réaliser des images d'exoplanètes de la taille de la Terre.
- La caméra grand angle HDI (High Definition Imager) est l'instrument principal utilisé pour réaliser des images dans les longueurs d'onde allant du proche infrarouge au proche ultraviolet. Il dispose de deux canaux : visible/ultraviolet (200-nm) et proche infrarouge (800-2500 nm). Les deux détecteurs correspondant restituent une image échantillonnée à 500 nm et 1200 nm.
- Le spectrographe multi-objets LUMOS (LUVOIR Ultraviolet Multi Object Spectrograph) permettant d'observer plusieurs centaines de cibles dans des longueurs d'onde allant de l'ultraviolet lointain au visible (100-1000 nm) avec un champ de vue étendu. Il est l'équivalent de l'instrument STIS du télescope Hubble avec des performances améliorées de deux ordres de grandeur.
- Le spectropolarimètre POLLUX, qui serait installé uniquement sur la version A du télescope, mesure la polarisation de la lumière dans l'ultraviolet proche  (90-400 nm), moyen (118,5 - 200 nm) et lointain (90 - 124,5 nm). Il est développé par dix laboratoires européens avec en chef de file le Laboratoire d'astrophysique de Marseille et le LESIA et avec le soutien du CNES. Sa résolution spectrale élevée et la bande de fréquence observée permet à l'instrument de mesurer le cycle de la matière dans les régions intergalactiques et interstellaires dès la formation des premières  galaxies. La résolution spectrale est supérieure ou égale à 200 000[8].

## Déroulement de la mission LUVOIR
Si la phase A du projet démarrait en 2025, le lancement pourrait avoir lieu en 2039 (durée du développement 15 ans). La durée de la mission primaire est de 5 ans et le volume des consommables (ergols) garantit un fonctionnement durant 10 ans. Le télescope est conçu pour permettre sa maintenance en cours de vie. Les pièces non remplaçables ont une durée de vie de 25 ans.
Le télescope spatial serait placé en orbite de quasi halo autour du point de Lagrange L2 du système Terre-Soleil. Ce point de l'espace, situé de manière constante à 1,5 million de kilomètres de la Terre, permet de bénéficier d'un environnement thermique stable sans obstruction importante de notre planète tout en restant à une distance de celle-ci compatible avec des débits élevés pour le transfert de données. Malgré l'éloignement de la Terre (4 fois la distance Terre-Lune) le télescope sera conçu pour pouvoir être entretenu par un équipage humain en cours de vie comme l'était Hubble qui toutefois ne se situe qu'à 800 kilomètres. La version A de LUVOIR ne pourra être lancée que par le lanceur géant Space Launch System (SLS) dans sa version Bloc 2 qui dispose d'une coiffe de 8,4 mètres de diamètre. La version B de LUVOIR qui tient sous une coiffe de 5 mètres de diamètre peut être lancée par la version Bloc 1 du lanceur SLS ou par la fusée New Glenn de Blue Origin.

## Sélection du projet HWO
Le projet LUVOIR n'est pas retenu dans la forme proposée par l'équipe qui l'a élaboré. Fin 2022 la NASA décide de suivre les recommandations du rapport décennal de l'Académie des sciences des États-Unis relatif à l'astronomie et à l'astrophysique et choisit un projet plus modeste (miroir primaire de 6,5 à 8 mètres pour un cout de 11 milliards US$) combinant les caractéristiques de LUVOIR avec certaines des caractéristiques du projet HabEx. Le diamètre retenu permettrait d'utiliser un miroir monolithique (source d'économie par rapport au miroir segmenté et pliable du JWST) car les lanceurs lourds qui seront opérationnels à la date de lancement (New Glenn, Space Launch System et Starship) prévoient de disposer d'une coiffe de grande taille. Il n'est pas exclu que le télescope utilise un coronographe externe comme le prévoyait la proposition HabEx. Pour limiter les lumières parasites et protéger le miroir primaire des micrométéorites, l'optique pourrait être protégée par un tube contrairement au JWST. L'optique active sera plus performante que celle du JWST pour les observations dans l'ultraviolet et en lumière visible. Le télescope sera  placé au point de Lagrange L2 du système Terre-Soleil. Contrairement au JWST, HWO sera conçu pour pouvoir être réparé et amélioré par des missions robotiques (sans équipage). Il sera capable de détecter les biomarqueurs d'au moins 25 exoplanètes de type terrestre situées dans la zone habitable de leurs étoiles. Ce nouveau télescope, baptisé HWO (Habitable Worlds Observatory) devrait être lancé vers 2040 s'il obtient le financement prévu.